# Vaccin d'AstraZeneca-Oxford contre la Covid-19
Le vaccin d'AstraZeneca-Oxford contre la Covid-19, officiellement nommé COVID-19 Vaccine AstraZeneca est un vaccin contre la Covid-19 mis au point par l'université d'Oxford et la société pharmaceutique AstraZeneca à partir de l'adénovirus ChAdOx1 (en) d'un chimpanzé,,,. Lors de son développement, il a précédemment été nommé ChAdOx1 nCoV-19,, puis AZD1222. Il est plus généralement connu par le nom de vaccin Oxford-AstraZeneca, ses noms commerciaux sont Covishield ou Vaxzevria. Il doit être injecté dans les muscles. Pour atteindre son efficacité maximale, deux doses doivent être injectées dans un intervalle maximal de 12 semaines.
À partir du 29 mars 2021, le vaccin AstraZeneca s'appelle désormais VaxZevria,.
De rares cas de thromboses atypiques, liés à l'injection du vaccin, entravent le cours de la vaccination contre la Covid-19 dans certains pays et l'entreprise fait par la suite l'objet d'un recours collectif au Royaume-Uni. Pourtant, l'Agence européenne des médicaments (EMA) déclare en septembre 2021, ne pas pouvoir confirmer de risques accrus de thromboses chez les femmes et adolescentes vaccinées.
AstraZeneca annonce la fin de sa commercialisation en mai 2024.

## Histoire
Dès la mi-janvier 2020, le laboratoire du Jenner Institute (en) de l'Université d'Oxford commence à développer un vaccin contre le SARS-CoV-2 avec ses deux chercheurs Adrian V. S. Hill (en) et Sarah Gilbert,,. Le vaccin est dénommé AZD 1222, et utilise la technique dite du « vecteur viral ». Il utilise comme vecteur un adénovirus de chimpanzé. Lors de la phase I des tests, le vaccin montre une forte réponse immunitaire. Toutefois, selon Bruno Pitard, il provoque des maux de tête et des douleurs musculaires chez un tiers des personnes vaccinées, ainsi que de faibles fièvres. La société italienne Advent Srl de Pomezia a produit le 1er lot de vaccin pour les tests.
En mars 2020, le gouvernement britannique ainsi que les scientifiques concernés poussent l'Université d'Oxford à confier la production à AstraZeneca plutôt qu'à Merck & Co., par crainte que les vaccins fabriqués aux États-Unis ne soient pas exportés au Royaume-Uni et dans le reste du monde. Leur méfiance était fondée, puisque le président américain Joe Biden a signé un décret en mars 2021 donnant aux Américains la priorité des vaccins produits aux États-Unis.
Le 13 juin 2020, le ministre italien de la Santé Roberto Speranza annonce que son pays ainsi que l'Allemagne, la France et les Pays-Bas commandent 400 millions de vaccins contre la maladie à coronavirus 2019 à la société AstraZeneca. Ce contrat porte sur la livraison d'un vaccin actuellement développé par l'université d'Oxford.
Selon une interview de Pascal Soriot mi-août 2020, la mise en production du vaccin a démarré en août 2020, pour une livraison à partir de fin octobre 2020.
Le 28 mars 2021, la société AstraZeneca change le nom commercial de son vaccin. À l'appellation « Covid-19 Vaccine AstraZeneca » est substituée la dénomination « Vaxzevria ».

### Commandes publiques

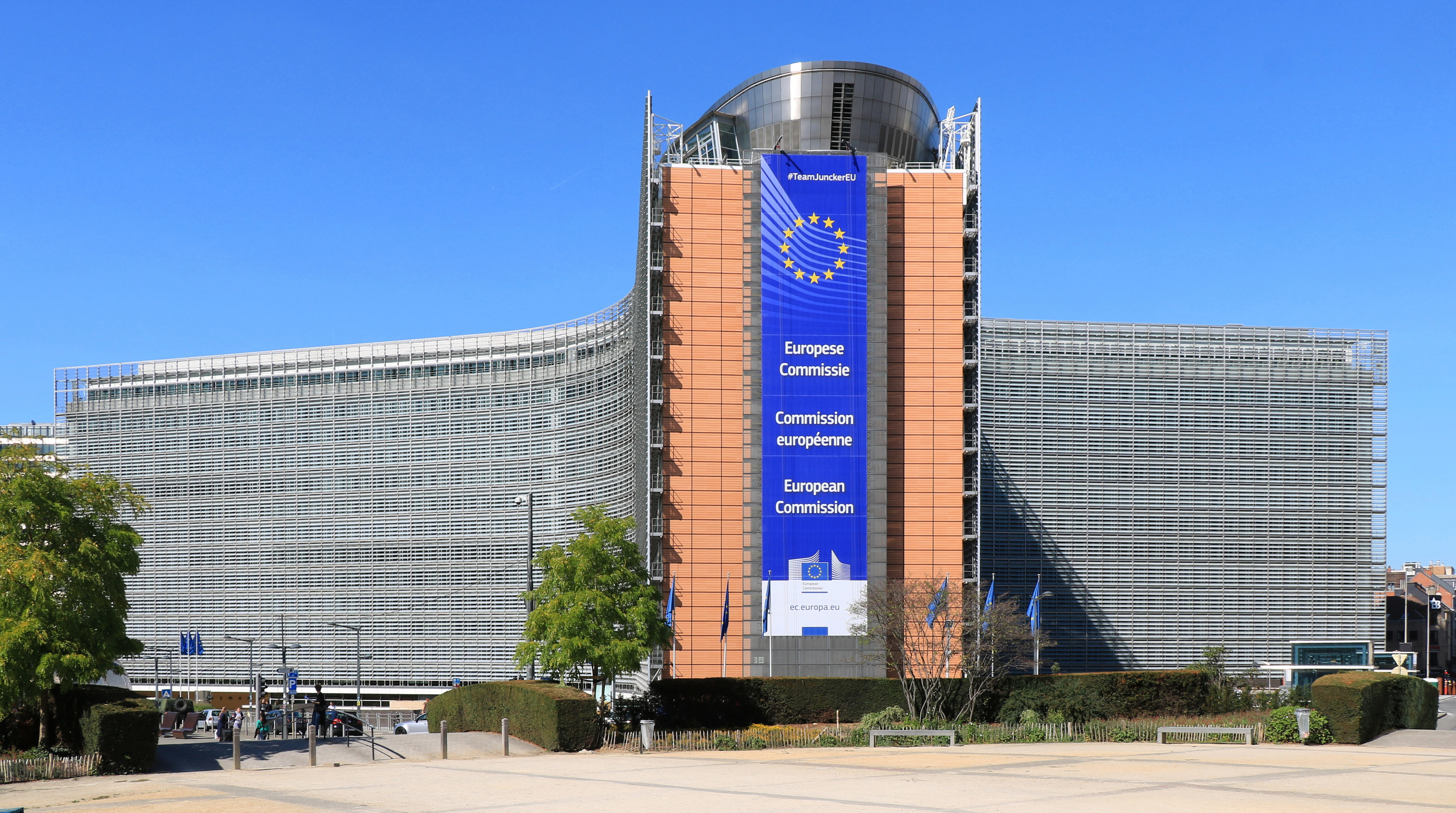
La Commission européenne, qui a négocié un contrat avec AstraZeneca.

Le 13 juin 2020, le ministre italien de la Santé Roberto Speranza annonce que son pays ainsi que l'Allemagne, la France et les Pays-Bas commandent 400 millions de vaccins contre la maladie à coronavirus 2019 à la société AstraZeneca. Ce contrat porte sur la livraison d'un vaccin actuellement développé par l'université d'Oxford.
En août 2020, le Serum Institute of India (SII) annonce que l'AZD1222 produit en Inde pourrait être commercialisé au prix de 3 dollars la dose dans les pays pauvres, en accord avec la Fondation Bill-et-Melinda-Gates.
En septembre 2020, AstraZeneca et l'université d'Oxford annoncent leur intention de produire un milliard de doses vaccinales, vendues à prix coûtant,.
Après son autorisation en Europe, la Commission européenne a révélé les teneurs du contrat. Par erreur elle a révélé que le total des paiements est d'un minimum de 870 millions d'euros pour 300 millions de doses. La Commission s'est aussi engagée à verser environ 200 millions d'euros cinq jours après la signature du contrat, le 27 août 2020.
Le vaccin commence à être livré en France le 5 février 2021. Ce vaccin est vendu à prix coûtant pendant toute la durée de la pandémie au tarif de 2,50 euros la dose en France.
Certaines hésitations et controverses autour de ce vaccin amènent certains pays à tenter d'échanger leurs stocks contre d'autres médications,,,.

### Production
Au premier trimestre 2021, AstraZeneca a produit des vaccins dans l'union européenne, dont 30 millions à destination des 27 pays de l'Union européenne et 21 millions à destination du Royaume-Uni et quelques autres à destination de 32 autres pays.
Le Serum Institute of India (SII), « le plus gros producteur de vaccins au monde », affirme en décembre 2020 fabriquer de 50 à 60 millions de doses de l'AZD1222 à Pune. Grâce à un investissement de 650 millions d'euros et au recrutement de 400 personnes, le SII crée 5 lignes de production de vaccins anti-Covid, avec comme objectif de vacciner les indiens et de fournir 600 millions de doses au GAVI.
Compte-tenu de capacités de production insuffisantes pour les livraisons promises en Europe, AstraZeneca décide en février 2021 de s'associer avec le laboratoire allemand IDT Biologika (de) pour fabriquer des vaccins à Dessau (Allemagne) à partir de fin 2021.
L'Union européenne a prévu de s'approvisionner auprès de quatre usines AstraZeneca, dont deux situées dans l'UE et deux situées au Royaume-Uni, toutefois AstraZeneca souhaite livrer des vaccins au Royaume-Uni avant de les livrer à l'Union européenne.

## Principe

Schéma de fonctionnement du vaccin covid 19 par vecteur viral non réplicable (Exemple Astrazeneca, Johnson&Johnson, Sputnik)

Le vaccin d'Oxford-AstraZeneca, à l'instar du vaccin Spoutnik V ou de l'Ad26.COV2.S de Johnson & Johnson, utilise comme vecteur viral un adénovirus (famille de virus très courants responsables notamment de rhumes). Le vecteur adénovirus est incapable de réplication car certains de ses gènes essentiels ont été supprimés et remplacés par un gène codant la protéine S des spicules S de SARS-CoV-2 (la protéine complète, codon optimisée, à laquelle a été ajoutée une séquence signal tPA),. Lors de la vaccination, le virus modifié pénètre dans les cellules, libère ses gènes qui sont transportés vers le noyau, la machinerie cellulaire transcrit en acide ribonucléique messager (ARN messager) puis traduit en protéines, dont la protéine S, éduquant le système immunitaire à la reconnaître.
L'AZD1222 utilise un adénovirus de chimpanzé comme vecteur, alors que le Spoutnik V, développé par le Centre de recherches en épidémiologie Gamaleïa avec le ministère russe de la Défense, utilise deux adénovirus humains.

### Excipients
- L-Histidine
- Chlorhydrate de L-histidine monohydraté
- Chlorure de magnésium hexahydraté
- Polysorbate 80
- Éthanol (2 mg dans une dose)
- Sucrose (synonyme : saccharose)
- Chlorure de sodium
- Édétate de disodium dihydraté
- Eau pour préparation injectable[43]

## Essais cliniques et performances
Début juillet 2020, des essais de provocation immunitaire, tant sur le modèle animal (singes macaques) que pour certains essais humains à un stade précoce (visant à tester la sécurité de vaccins), suggèrent qu'un candidat-vaccin mis au point par l'université d'Oxford permettrait d'éviter l'infection pulmonaire (et donc la pneumonie induite), mais sans bloquer l'infection ailleurs dans le corps (y compris dans les fosses nasales où la charge virale reste aussi élevée que chez les individus non-vaccinés et exposés au virus).
L'étude portant sur 1 077 personnes a permis d’obtenir une réponse immunitaire avec la production de lymphocytes T et d'anticorps ciblant la protéine Spike qui permet au virus d'infecter les cellules. Quelques effets secondaires (fièvre et maux de tête) ont toutefois été relevés. AstraZeneca et l'université d'Oxford lancent l'étude phase III en août 2020.
Le 8 septembre 2020, AstraZeneca annonce un incident grave en phase III des tests du vaccin. Un patient a été atteint d'une maladie potentiellement inexpliquée, qui pourrait être une myélite transverse,. Les essais cliniques reprennent peu après, alors que l'on a constaté que le patient a reçu une dose de placebo.
Selon le site Vaccination Info service, il convient de rester vigilant à cause du polysorbate 80, un excipient qui permet de fludifier le vaccin, et qui possède « une structure proche du PEG », dont le risque est un choc anaphylactique pour les personnes allergiques,. Selon BFM TV, seules les personnes ayant déjà fait une réaction sévère après un vaccin ou un traitement injectable doivent consulter un allergologue ou un médecin avant d'envisager de se faire vacciner.
Le 23 novembre 2020, l'université d'Oxford et AstraZeneca annoncent des résultats intérimaires (en) tirés de la phase III des essais cliniques réalisés à grande échelle au Brésil et au Royaume-Uni : ils affirment un taux de succès de 70 %. Ils sont toutefois critiqués parce que la méthode de calcul s'appuie sur des taux de 62 % et 90 %, obtenus de deux groupes de sujets soumis à des doses différentes du vaccin candidat. Le vaccin de Moderna affiche un taux de 94,5 % et celui de Pfizer/BioNTech de 95 %, mais ces différents vaccins utilisent des technologies différentes. De plus, les tests cliniques de ces deux derniers ont eu lieu plus tôt, et essentiellement aux Etats-Unis, à une période où le nombre de cas covid-19 était plus faible dans la population générale et les variants du covid-19 étaient peu présents. Les conditions des populations testées sont donc différentes. Dans le cas des variants du virus covid-19, le vaccin de Pfizer présente des taux d’efficacités proche des autres vaccins comme celui d’astra/zeneca.
Le vaccin Oxford/AstraZeneca est, selon LCI, le premier vaccin dont les résultats d'efficacité ont été validés par une revue scientifique : The Lancet (8 décembre 2020), le présente comme « sûr » mais efficace à seulement 70 %, et insuffisamment testé sur les personnes âgées. Aussi Olivier Véran, ministre de la Santé de la France, estime qu'il faut le réserver aux « personnes plus jeunes ».

### Études anglaises
Le 1er février 2021, The Lancet publie une étude preprint analysant les détails des études de phase III menées au Royaume-Uni, au Brésil et en Afrique du Sud. La protection offerte en espaçant les deux injections de douze semaines est portée à 82 % et la réduction de transmission du virus est de 67 % dès la première dose,.
L’université d’Oxford déclare, le 6 avril 2021, suspendre les essais sur les enfants du vaccin développé avec AstraZeneca, "dans l’attente de l’avis de l’Agence de réglementation des médicaments et des produits de santé (MHRA) britannique".

### Étude écossaise
Une étude est menée par des universités en Écosse sur l'efficacité de la première dose de vaccins Pfizer-BioNTech et Oxford-AstraZeneca COVID-19 contre les admissions à l'hôpital en Écosse, sur la base d'une étude de cohorte prospective nationale de 5,4 millions de personnes. Entre le 8 décembre 2020 et le 15 février 2021, 1 137 775 patients ont été vaccinés dans le cadre de l'étude, dont 490 000 avec le vaccin Oxford-AstraZeneca. La première dose du vaccin Oxford-AstraZeneca a été associée à un effet vaccinal protecteur, réduisant de 94 % l'hospitalisation liée à la Covid-19, 28 à 34 jours après la vaccination. Les résultats pour les deux vaccins combinés ont montré un effet vaccinal pour la prévention de l'hospitalisation liée à la Covid-19 qui était comparable en limitant l'analyse aux personnes âgées de ≥ 80 ans (81 %). La majorité des patients de plus de 65 ans ont reçu le vaccin Oxford-AstraZeneca.
Au 22 février 2021, l'étude est un preprint et n'a pas fait l'objet d'un examen par les pairs.
À la date du 13 mars 2021, alors que les incidents relatifs aux campagnes de vaccination à l'aide du vaccin AstraZeneca-Oxford[pas clair], notamment au sein de l'Union Européenne, cette étude n'est toujours ni validée ni publiée par la prestigieuse revue The Lancet. Un débat scientifique est toujours en cours relativement à certaines études en preprint, qui pourraient notamment être en rapport avec les méthodologies des "méta-analyses" sur la base de "cohort datas" et les possibles suspicions de conflits d'intérêts entre producteurs pharmaceutiques -chercheurs - universités - administrations et autorités politiques,.

### Étude américaine
Le 22 mars 2021 sont publiés les résultats d'une étude de phase III portant sur 32 449 participants aux États-Unis. On observe 79 % de prévention des infections symptomatiques et 100 % de prévention des cas sévères et des hospitalisations. L'efficacité est comparable chez les patients de plus de 65 ans qui représentaient 80 % des participants. Une attention particulière est portée sur l'effet secondaire thrombotique. Il n'est pas observé d’augmentation du risque de thrombose ou de thrombose veineuse cérébrale (CVST) parmi les 21 583 patients ayant reçu au moins une dose de vaccin,. La fiabilité de ces résultats est mise en doute par Anthony Fauci qui soupçonne AstraZeneca d'avoir utilisé des données partiellement obsolètes. Le 25 mars 2021, AstraZeneca publie de nouveaux résultats actualisés. Avec 190 symptomatiques, l'efficacité ressort finalement à 76 % en population générale. Elle est supérieure pour les plus de 65 ans : 85 %. Avec 8 cas sévères dans le groupe placebo contre 0 dans le groupe traité, la prévention des cas sévères à 100% est confirmée dans cette étude.

### Effets secondaires
Les effets secondaires du virus (ou du vaccin) seraient extrêmement rares selon les essais réalisées jusqu'en décembre 2020. Sur les 23 754 volontaires qui ont participé aux essais, seul un patient à qui ce vaccin a été administré a connu un « effet indésirable grave susceptible d'être lié » à cette injection (un cas de myélite transverse).
En France, après quelques jours de vaccination des personnels médicaux, l'Agence nationale de sécurité du médicament (ANSM) décrit, le 11 février 2021, des « syndromes grippaux souvent de forte intensité » constituant un « signal potentiel » (un « signal » étant défini comme une « relation entre un médicament et un effet inconnue ou non documentée »). Après 5 jours et 10 000 injections, le vaccin a fait l'objet de 149 déclarations de pharmacovigilance. La forte fièvre, les maux de tête et les courbatures sont signalés comme étant intenses mais de courte durée. Pour limiter le nombre total d'arrêts de travail simultanés, la vaccination est alors prévue de façon échelonnée dans le personnel des hôpitaux. Ces phénomènes d'effets secondaires sont observés principalement pour le personnel soignant. Le médecin Frédéric Adnet estime que cela est explicable par le fait que ces soignants ont probablement du être déjà infectés par le virus, sachant qu'en France, le délai entre une infection et une vaccination a été fixé à trois mois. Une parade pour éviter les effets secondaires pourrait être de tester le personnel soignant pour repérer les personnes qui ont déjà été infectées.
« Comme [ces personnes] ont déjà des anticorps, donc une immunité, l'organisme pense de nouveau être infecté et réagit violemment. L'hypothèse que nous formulons est que nous observons ce type de réaction chez des personnes vaccinées trop tôt après la fin de la maladie. »
Au fur et à mesure de l'avancée des campagnes de vaccination dans le monde, de nouveaux effets secondaires se révèlent, comme la thrombocytopénie immunitaire prothrombotique induite par le vaccin. L’Agence européenne des médicaments ajoute, le 12 mars 2021, l’anaphylaxie et l’hypersensibilité, à la liste. Ainsi, autour du 15 mars, les Pays-Bas et la république d'Irlande en suspendent-ils l'utilisation,.
Au 7 avril 2021, des agences du médicament considèrent que les "thromboses veineuses cérébrales et viscérales abdominales, parfois associées à des diminutions des plaquettes sanguines", sont très rares.
Du 6 février 2021 au 3 juin 2021 : 17 727 cas d'effets indésirables sont "analysés par les CRPV rapporteurs (Amiens et Rouen) sur plus de 5 318 000 injections", "la grande majorité de ces cas concerne des syndromes pseudo-grippaux, souvent de forte intensité (fièvre élevée, courbatures, céphalées)".
Du 21 mai au 3 juin : 13 cas de colite ischémique sont observés, majoritairement chez des femmes (12 femmes pour 1 homme), d'un âge médian de 63 ans avec un délai de survenue moyen de 10 jours ; 56 cas de vascularite sont répertoriés "dont 25 considérés comme graves", 8 hommes pour 10 femmes d'un âge médian de 63,5 ans avec un délai de survenue de 7,5 jours environ.
En juillet 2021, un rapport du Comité de pharmacovigilance sur la gestion des risques (PRAC) de l’Agence européenne du médicament (EMA) relève un risque de développer le syndrome de Guillain-Barré, rare et grave atteinte neurologique, avec l’utilisation du vaccin AstraZeneca, à la suite de 156 cas rapportés dans l’Union européenne et la zone économique européenne, hors Royaume-Uni[source insuffisante]. En France, dans un rapport publié le 11 juin, collectant des données jusqu’au 3 juin, l’Agence nationale de sécurité du médicament et des produits de santé (ANSM) faisait état de 37 cas de syndromes de Guillain-Barré et de polyradiculonévrites chez des personnes récemment vaccinées avec AstraZeneca.

### Performance réduite contre le variant sud-africain
Début février 2021, le Financial Times dévoile que le vaccin « a montré une efficacité significativement réduite contre la variante virale 501Y.V2. » AstraZeneca a confirmé le rapport, affirmant que son vaccin ne semble offrir qu'une protection limitée contre les maladies bénignes causées par la « variante sud-africaine » sur la base des premières données d'une étude menée par l'Université du Witwatersrand et l'Université d'Oxford.
L'essai mené depuis fin juin 2020 par le professeur Shabir Madhi, à l'université du Witwatersrand à Johannesburg, confirme que le vaccin développé par AstraZeneca « ne protège pas efficacement contre les infections du Covid-19 légères à modérées causées par le variant B.1.351 ». et que le vaccin britannique offre une "protection limitée contre les formes modérées de la maladie dues au variant sud-africain, chez les jeunes adultes", à seulement 22 %.
Aussi, le ministre sud-africain annonce avoir commandé "20 millions de vaccins Pfizer/BioNTech pour pallier l’inefficacité du sérum AstraZeneca sur la souche locale du Covid-19".

### Performance confirmée contre le variant delta (anciennement ditindien)
Une étude du Public Health England publiée le 14 juin 2021 montre que l'administration de deux doses du vaccin réduit de 92% le risque d'hospitalisation liée au variant delta (ex variant indien).

### Protection sur la durée
Selon des chercheurs britanniques dans une étude publiée en août 2021, la protection contre la Covid-19 offerte par deux doses des vaccins Pfizer/BioNTech et Oxford/AstraZeneca commence à s'estomper dans les six mois. Après cinq à six mois, l'efficacité du vaccin d'AstraZeneca-Oxford pour prévenir l'infection à la Covid-19 dans le mois qui suit la deuxième dose passe de 77 % à 67 %, montre une analyse des données recueillies dans l'étude britannique ZOE COVID. L'étude était basée sur les données de plus d'un million d'utilisateurs, comparant les infections auto-déclarées chez les participants vaccinés avec des cas dans un groupe témoin non vacciné,.
Selon une étude pré-publiée menée à l'université d'Oxford, le vaccin Asrezneca, un mois après la seconde dose, est efficace à 67 % pour prévenir les infections symptomatiques causées par le variant Delta, contre une efficacité de 90 % pour le vaccin Pfizer. Selon l'étude, l'efficacité du vaccin Astrazenaca diminue au fil du temps de la façon suivante : 65% après deux mois et 61% après trois mois. Pour le Pfizer, l'efficacité est de 85% après deux mois, puis 78% après trois mois. Au bout de quatre à cinq mois, les efficacités pour Astrazenca et Pfizer sont les mêmes,.

## Vaccination
La première dose du vaccin permet d'atteindre une bonne efficacité. « La deuxième dose permet d’assurer une protection à long terme ». Les deux doivent être injectées dans un intervalle maximal de 84 jours (12 semaines).

### Mises sur le marché dans le monde et campagnes de vaccination
| AMM pleine    | Australie, Brésil, Canada, Corée du Sud, Malaisie, Norvège, Union européenne (y compris Andorre, Groenland, Îles Féroé et Islande) |
| AMM d'urgence | Organisation Mondiale de la Santé Afghanistan, Albanie, Arabie Saoudite, Argentine, Bahrain, Bangladesh, Colombie, Côte d'Ivoire, Equateur, Egypte, El Salvador, Ethiopie, Gambie, Grande Bretagne, Guyane, Inde, Indonésie, Irak, Kenya, Lesotho, Maldives, Maroc, Île Maurice, Mexique, Myanmar, Népal, Nigeria, Ouganda, Pakistan, Philippines, République dominicaine, Rwanda, Saint Vincent et Grenadines, Serbie, Sri Lanka, Soudan, Suriname, Taïwan, Thailande, Togo, Ukraine, Vietnam |

|                                       | Motif               | Pays               |
| Non approbation                       |                     | Etats-Unis, Suisse |
| Refus d'approbation                   | Effets secondaires  | Vénézuela          |
| Renonciation définitive d'utilisation | Cas de thrombose    | Danemark           |
| Renonciation définitive d'utilisation | Manque d'efficacité | Afrique du Sud     |

Après quelques jours où l'injection du vaccin a été suspendue à la mi-mars 2021 dans une bonne moitié des pays européens pour cause de risque de thrombose, les vaccinations ont repris dans la plupart de ces pays, y compris en France, après que l'Agence européenne du médicament ait jugé le vaccin « sûr et efficace ».
| Age minimum requis pour l'injection | Pays ayant décidé cet âge minimum                           |
| ----------------------------------- | ----------------------------------------------------------- |
| 30 ans                              | Grèce, Royaume-Uni                                          |
| 50 ans                              | Australie                                                   |
| 55 ans                              | Belgique, Canada, France                                    |
| 60 ans                              | Allemagne, Espagne, Italie, Pays-Bas, Philippines, Portugal |
| 65 ans                              | Finlande, Suède                                             |
| 70 ans                              | Islande                                                     |

#### Approbations nationales et hésitations concernant l'administration aux personnes âgées
Au 30 décembre 2020, le vaccin est approuvé au Royaume-Uni pour utilisation d'urgence pendant la campagne de vaccination contre la Covid-19 de ce pays. Le 3 janvier 2021, l'Inde autorise l'usage de ce vaccin pour « usage restreint dans des situations d'urgence ». Le 29 janvier 2021, l'Agence européenne des médicaments approuve l'utilisation « conditionnelle » du vaccin « pour toutes les personnes âgées de 18 ans et plus ». Le 26 février 2021, le Canada approuve le vaccin, mais le déconseille aux personnes de 65 ans et plus.

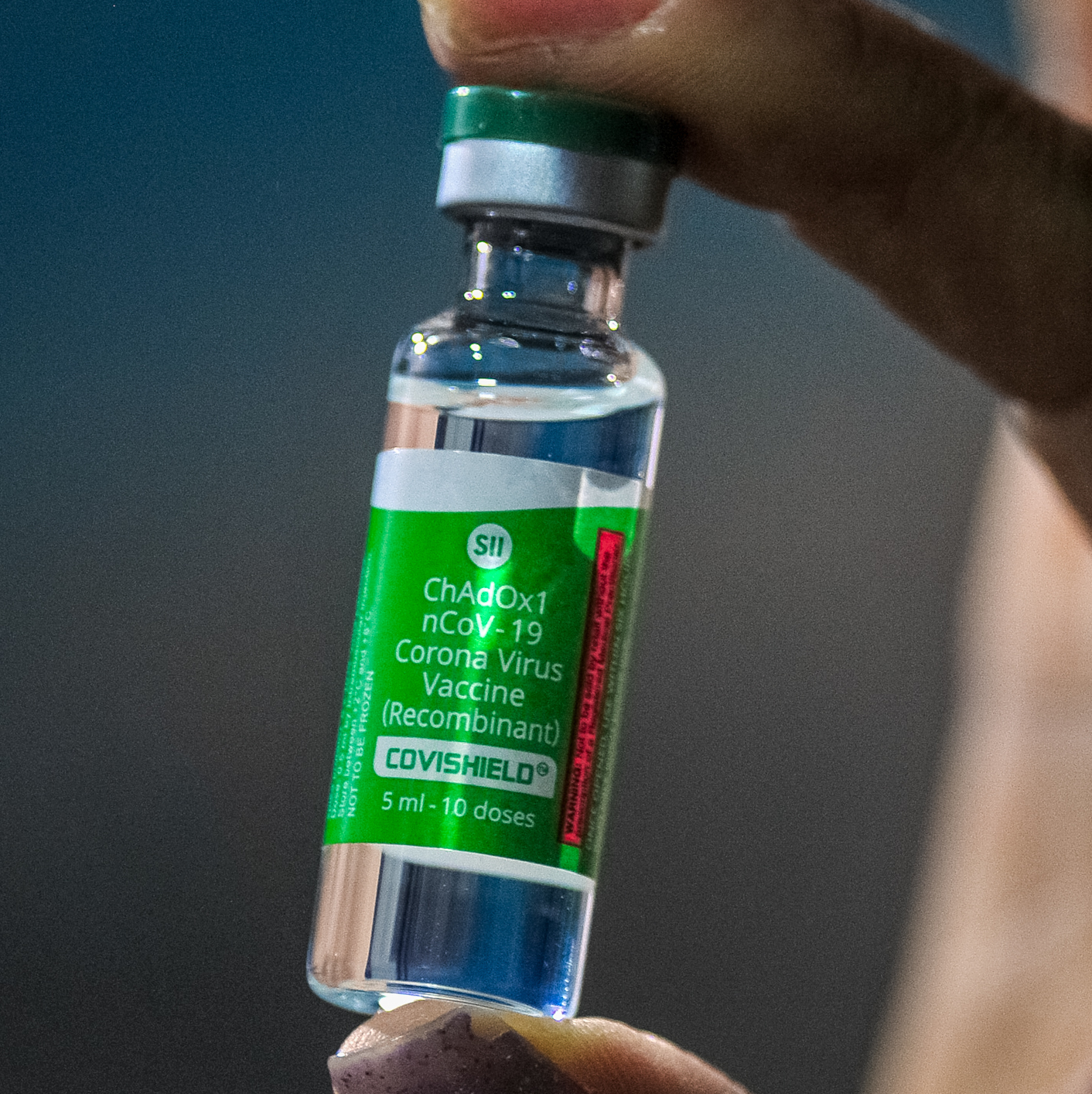
Fiole contenant de l'AZD1222 (commercialisé en Inde sous le nom de Covishield).

Le 29 décembre 2020, le directeur adjoint exécutif de l'Agence européenne des médicaments, Noel Wathion, annonce que les autorités européennes ne devraient pas approuver son usage avant février 2021, ajoutant que personne n'avait encore soumis une demande d'homologation à l'agence.
Fin janvier 2021, la commission de vaccination allemande déconseille le vaccin AstraZeneca pour les personnes âgées de plus de 65 ans, les données disponibles étant « insuffisantes pour évaluer l'efficacité du vaccin au-delà de 65 ans ». En février 2021, l'Allemagne redevient favorable à l'injection aux plus âgés.
La Belgique, faute de données suffisantes sur l'efficacité pour les plus âgés, décide de ne pas administrer le vaccin aux plus de 55 ans.
Cependant, au cours de la première semaine de mars 2021, la Belgique, comme la France, l'Allemagne et la Suède, recommande l'utilisation de l'AZD1222 aux plus de 65 ans, conformément aux préconisations de l'OMS. À partir du 20 mars 2021, la France décide même de limiter provisoirement les injections aux personnes de plus de 55 ans compte-tenu de la pénurie provisoire du vaccin.
Aux États-Unis, quoique une usine américaine produise le vaccin, les essais cliniques et les évaluations ne permettront pas une acceptation avant avril 2021. Toutefois, le président Joe Biden interdit l'exportation du vaccin hors des Etats-Unis.
En Europe, le Vaxzevria reçoit l'autorisation de mise sur le marché complète de la part de l'Agence européenne des médicaments le 1er novembre 2022. Auparavant, le vaccin ne bénéficiait que d'une autorisation conditionnelle.

#### Retards de livraison et interdiction d'exporter en dehors des États-Unis
A plusieurs reprises, et notamment au début de la campagne et à la mi-mars 2021, la société AstraZeneca ne livre pas les quantités prévues contractuellement à l'Union européenne. Globalement, sur le 1er trimestre 2021, AstraZeneca livre à l'Union européenne 40 millions de doses sur une prévision initiale de 120 millions.
AstraZeneca impute ces retards notamment à l'interdiction faite successivement par les présidents américains Donald Trump, puis Joe Biden, d'exporter les vaccins américains, selon le principe que les citoyens américains doivent avoir la priorité sur le reste du monde.

#### Hésitations concernant l'efficacité contre des variants
De son côté, dimanche 7 février 2021, l'Afrique du Sud annonce qu'elle suspend son programme de vaccination qui devait démarrer prochainement « avec un million de vaccins » d'AstraZeneca, à la suite d'une étude « révélant une efficacité « limitée » contre le variant sud-africain ».
Début février 2021, Swissmedic, l'agence suisse du médicament, « qui délivre les autorisations de mise sur le marché », estime que « des études supplémentaires sont nécessaires », les données actuellement disponibles ne permettant pas encore « de conclure à un rapport bénéfices-risques positif », avant d'autoriser le vaccin d'AstraZeneca.
De même aux États-Unis, le National Institute of Allergy and Infectious Diseases (NIAID) exprime ses doutes à propos de l'efficacité du vaccin, dans une déclaration parue le 23 mars 2021. Les données utilisées dans l'essai clinique leur semblent dépassées.

#### Suspensions à la suite de cas de thrombose
Les tergiversations des autorités sanitaires vis à vis du vaccin s’expliquent en grande partie par les taux d’occurrence de la « thrombocytopénie immunitaire prothrombotique induite par le vaccin (TIPIV) », variant d’un pays à l’autre.
Le 8 mars 2021, l'Autriche annonce cesser d'utiliser un lot (ABV5300) du vaccin, après le décès d'une infirmière de 49 ans à la suite de « graves troubles de la coagulation » quelques jours après avoir été vaccinée.
L'Estonie, la Lituanie, la Lettonie et le Luxembourg ont également suspendu les vaccinations avec les doses venant « de ce lot d'un million de vaccins, livré dans 17 pays ».
Le 11 mars 2021, suspectant des risques de caillots sanguins chez des personnes vaccinées, « le Danemark suspend par précaution, et jusqu'à nouvel ordre, l'utilisation du vaccin AstraZeneca »,. La Norvège et l'Islande suspendent le même jour l'usage du vaccin d'AstraZeneca et l'Italie met au rebut tout un lot (ABV2856) du vaccin à la suite de deux accidents mortels. Le 12 mars, c'est au tour du premier ministre de la Bulgarie d'arrêter la campagne, « jusqu'à ce que l'Agence européenne des médicaments (EMA) dissipe tout doute quant à son innocuité », et de la Thaïlande de retarder le début de la sienne. Le 15 mars, l'Allemagne déclare arrêter sa campagne et l'Indonésie, prudente, retarde la sienne, « en attendant une décision de l’Organisation mondiale de la Santé ». La France fait de même le soir du 15 mars en attendant l'avis de l'EMA le 18 mars 2021.
Le 18 mars 2021, le communiqué de l'EMA déclare que les bénéfices de la vaccination surpassent les risques d'effet secondaire, et qu'aucun lien entre vaccination et augmentation de risque thrombose n'a pu être établi.
Or le même jour, un étudiant en médecine de 24 ans est retrouvé mort dans son appartement à Nantes, 10 jours après avoir été vacciné. L'autopsie révèle « une hémorragie interne causée par une thrombose ». Et l'ANSM admet "neuf cas de thromboses des grosses veines", dont “deux décès”, rapportés en France entre le 12 et le 18 mars.
Le 19 mars 2021, deux cas suspects de thromboses cérébrales incitent la Finlande à cesser la vaccination avec ce vaccin. En France, le 27 mars 2021, un homme de 63 ans meurt de multiples thromboses 10 jours après sa vaccination et, le 29 mars, une assistante sociale trentenaire meurt à Toulouse d’une thrombose survenue 14 jours après l’injection.
Le 24 mars, la Finlande reprend la vaccination AstraZeneca pour les plus de 65 ans et l'Islande pour les plus de 70 ans. Le vaccin AstraZeneca est également réservé aux plus de 65 ans en Suède.
Le groupe de chercheurs et de médecins « Du côté de la science » soutient, en avril 2021, que les cas de thrombose peuvent être liés à des erreurs humaines. L'injection du vaccin en intraveineuse - au lieu d'être faite en intramusculaire - serait à l'origine des cas des thromboses,.
Le 29 mars, le Canada interrompt l'utilisation du vaccin pour les moins de 55 ans. En Allemagne, le 30 mars 2021, l'autorité des vaccins fait état de « thrombose veineuse cérébrale (TVC) rare, dont neuf mortels, après l'administration du vaccin contre la Covid-19 d'AstraZeneca », et les villes de Berlin et de Munich suspendent le vaccin pour les moins de 60 ans, avant que la mesure soit étendue à tout le pays le même jour.
En plus du Canada et de la France, la Belgique réserve le vaccin AstraZeneca aux plus de 55 ans. En plus de l'Allemagne, d'autres pays réservent le vaccin AstraZeneca aux plus de 60 ans comme l'Italie, l'Espagne, le Portugal et les Pays-Bas,.
Le 6 avril, l'EMA établit un lien entre le vaccin AstraZeneca et des cas de thrombose veineuse cérébrale (1 cas sur 100 000 vaccinations) tout en admettant ignorer ce qui provoque cette réaction,. Cette même agence déclarera plus tard ne pas pouvoir confirmer de lien direct entre le vaccin et le risque de thrombose, tout en ajoutant que retarder la seconde dose n'influence pas non plus les risques de thrombose.
Le 9 avril, la Haute Autorité de santé annonce qu'en France, les moins de 55 ans vaccinés avec une première dose d’AstraZeneca auront leur deuxième dose avec un vaccin à ARN messager de Pfizer/BioNTech ou Moderna. Au Royaume-Uni, le vaccin d'AstraZeneca est réservé aux plus de 30 ans.
Mi-avril 2021, les autorités du Danemark annoncent retirer ce vaccin de la campagne danoise.
Fin avril 2021, « le régulateur britannique (Medicines and Healthcare products Regulatory Agency (en) – MHRA) » annonce avoir « recensé sur son sol 168 cas majeurs de caillots sanguins − dont 32 mortels − relatifs à des patients ayant reçu le vaccin d’AstraZeneca. » Le 11 août 2021, les chiffres passent à 412 cas majeurs dont 73 mortels pour environ 24 millions de vaccinations.
Le 20 mai 2021, le Danmark allège sa suspension en autorisant les volontaires à recevoir une dose d'AstraZeneca. Elles demandent par la suite à l'autorité sanitaire de réexaminer sa décision à la suite des retards de livraison des autres vaccins.

### En France
En France, la vaccination avec le vaccin AstraZeneca commence le 6 février 2021 dans plusieurs établissements de santé en France ; l'Agence nationale de sécurité du médicament (ANSM) poursuit « son enquête de pharmacovigilance afin d'identifier les potentiels effets secondaires générés par la vaccination ».
Mi-février 2021, le président du conseil d'orientation de la stratégie vaccinale Alain Fischer, « suite à l'apparition d'effets secondaires chez de nombreux soignants après leur vaccination », notamment à Brest et à Morlaix, remet en cause l'efficacité du vaccin sur certains variants du Covid-19.
L'ANSM annonce que 1,49 % des soignants vaccinés avec le vaccin AstraZeneca ont développé des « syndromes grippaux de forte intensité » et recommande d'échelonner la vaccination du personnel d'un même service. La vaccination pour le personnel de l'hôpital d'Arras est suspendue à la mi-février.
La secrétaire du Comité d'hygiène, de sécurité et des conditions de travail (CHSCT) du centre hospitalier de Périgueux fait part du pourcentage de soignants et agents ayant contracté des effets indésirables très élevé (entre 50 et 70 %) par rapport au seuil habituel de tolérance à 10 %, et demande de se tourner vers les autres vaccins.
Cependant, après que le vaccin a prouvé son efficacité sur le variant dit « anglais » et que les premières données en provenance d'Écosse ont montré que l'administration de la première dose permettait une baisse de plus de 80 % des hospitalisations des personnes âgées de plus de 80 ans, la Haute Autorité de santé recommande le 2 mars 2021 l'administration de l'AZD1222 pour les plus de 65 ans en France également.
Le 14 mars 2021, à la suite d'effets secondaires aigus sur l'un des leurs, les pompiers des Bouches-du-Rhône suspendent leur vaccination. Dans la foulée, le 15 mars 2021, le président de la République Emmanuel Macron annonce qu'à la suite de l'Allemagne, la France suspend à son tour la vaccination par l'AZD1222 en attendant la recommandation officielle de l'EMA attendue pour le 16 mars après-midi.
Le 18 mars 2021, l'EMA émet une recommandation officielle en faveur du vaccin, indiquant que le vaccin est sûr et efficace. Le Premier ministre Jean Castex annonce le soir-même la reprise de la campagne de vaccination pour le 19 mars après-midi. Le 19 mars 2021, la Haute autorité de santé (HAS) donne des nouvelles recommandations relatives à l'utilisation du vaccin AstraZeneca : à ce stade le vaccin ne doit être utilisé que pour les personnes âgées de 55 ans et plus ; dans l'attente de données supplémentaires les vaccins à ARN doivent être utilisés chez les personnes éligibles à la vaccination âgées de moins de 55 ans. La HAS (Haute Autorité de Santé) recommande que les moins de 55 ans ayant reçu une dose avant le 9 avril 2021 reçoivent une deuxième dose d'un autre vaccin (Pfizer ou Moderna). Margaret Harris, porte-parole de l'OMS explique lors du briefing régulier de l'ONU à Genève que "l'interchangeabilité des vaccins n'est pas quelque chose à recommander à ce stade".
En avril 2021, des médecins généralistes font part du fait qu'ils sont contraints de se débarrasser des doses, faute de candidats du fait de la réputation du vaccin.
À la fin d'avril 2021, le pôle santé publique du parquet de Paris se saisit « de trois enquêtes ouvertes à la suite de plaintes » pour « homicide involontaire », qu'ont déposées les familles des personnes décédées à la suite de la vaccination avec l'AstraZeneca.
Le 1er mai 2021, l'avocat de la famille de l'étudiant en médecine de Nantes, mort le 18 mars après sa vaccination avec le vaccin, déclare que le rapport d'autopsie « renforce l'hypothèse d'un lien de causalité » entre l'injection et le décès.

### En Belgique
Au 17 juin 2021, trois décès sont considérés comme « probablement liés au vaccin ».

### Au Royaume-Uni
AstraZeneca dit avoir mis à jour en avril 2021, avec l’accord du régulateur britannique MHRA, les informations sur le vaccin pour inclure la possibilité qu’il déclenche dans de rares cas des thromboses.
L'entreprise a fait l'objet d'un recours collectif au Royaume-Uni, qui affirme que le vaccin a causé des décès et des blessures graves et demande des dommages et intérêts pouvant atteindre 100 millions de livres sterling pour environ 50 victimes.
Les chiffres officiels de l'Agence de réglementation des médicaments et des produits de santé (MHRA) montrent qu'au moins 81 décès au Royaume-Uni seraient liés à l'effet indésirable ayant provoqué la coagulation chez des personnes présentant également un faible taux de plaquettes sanguines. Au total, près d’une personne sur cinq souffrant de cette maladie en est décédée, selon les chiffres de la MHRA.
AstraZeneca dans des documents judiciaires en février 2024 déclare qu' « il est admis que le vaccin AZ peut, dans de très rares cas, provoquer un TTS. Le mécanisme causal n’est pas connu ».
Le gouvernement gère son propre système d’indemnisation pour les vaccins. Les chiffres obtenus par l'équipe d'enquête du Telegraph montrent que sur 163 paiements effectués par le gouvernement en février 2024, au moins 158 sont allés à des receveurs du vaccin AstraZeneca. Le gouvernement a garanti AstraZeneca contre toute action en justice mais a jusqu'à présent refusé d'intervenir.

## Réactions
En mars 2021, la conférence des évêques catholiques du Canada « [recommande] de ne pas recevoir les vaccins de Johnson & Johnson et d’AstraZeneca, parce que leur procédé de fabrication est lié à des cellules dérivées de l’avortement », ce qui est démenti par les deux sociétés pharmaceutiques et le gouvernement du Québec.

## Retrait
En mai 2024, AstraZeneca retire de la vente son vaccin pour « raisons commerciales » et dit vouloir « conclure ce chapitre ».